# Computer Science and Information Systems
Computer Science and Information Systems is een internationaal, aan collegiale toetsing onderworpen open access wetenschappelijk tijdschrift op het gebied van de informatiesystemen en software engineering. De naam wordt in literatuurverwijzingen meestal afgekort tot Comput. Sci. Inform. Syst. Het wordt uitgegeven door het ComSIS Consortium. Het eerste nummer verscheen in 2004.